# We Are Not Your Kind
We Are Not Your Kind (en español: «No Somos Tu Tipo») es el sexto álbum de estudio de la banda estadounidense de heavy metal, Slipknot. Fue lanzado el 9 de agosto de 2019, a través de Roadrunner Records. El primer sencillo, «Unsainted», fue lanzado el 16 de mayo de 2019, junto con su vídeo musical. We Are Not Your Kind  es el primer álbum de Slipknot que se graba como una banda de ocho miembros, ya que su ex percusionista Chris Fehn fue expulsado de la banda en marzo de 2019 después de demandar al grupo por presuntas regalías no pagadas.
El título del álbum se refiere a una letra del sencillo «All Out Life», lanzado el 31 de octubre de 2018, a pesar de no aparecer en el álbum global y solo en la versión japonesa que se agrega como canción extra.

## Promoción
El sencillo «Unsainted» se lanzó el 16 de mayo de 2019 junto con su vídeo musical, el cual fue dirigido por el percusionista y cofundador de la banda, Shawn Crahan. «Unsainted» y «All Out Life» fueron presentadas en vivo en Jimmy Kimmel Live! el 17 de mayo de 2019.

## Lista de canciones
Versión global
| N.º | Título                               | Duración |  |
| 1.  | «Insert Coin»                        | 1:39     |  |
| 2.  | «Unsainted»                          | 4:20     |  |
| 3.  | «Birth of the Cruel»                 | 4:35     |  |
| 4.  | «Death Because of Death»             | 1:21     |  |
| 5.  | «Nero Forte»                         | 5:15     |  |
| 6.  | «Critical Darling»                   | 6:26     |  |
| 7.  | «Liar's Funeral»                     | 5:27     |  |
| 8.  | «Red Flag»                           | 4:12     |  |
| 9.  | «What's Next»                        | 0:54     |  |
| 10. | «Spiders»                            | 4:04     |  |
| 11. | «Orphan»                             | 6:02     |  |
| 12. | «My Pain»                            | 6:48     |  |
| 13. | «Not Long for This World»            | 6:36     |  |
| 14. | «Solway Firth»                       | 5:56     |  |
| 15. | «All Out Life (Bonus Track Japonés)» | 5:41     |  |

## Personal
| Slipknot - (#6) Shawn Crahan: percusión, coros - (#5) Craig Jones: samples, keyboard - (#7) Mick Thomson: guitarra rítmica - (#8) Corey Taylor: voz - (#0) Sid Wilson: turntables, dj - (#4) Jim Root: guitarra líder - Alessandro Venturella: bajo - Jay Weinberg: batería - Michael Pfaff (fue revelada su identidad) «Tortilla Man»: percusión Músicos adicionales - Angel City Chorale: coros en «Unsainted» - Kat Primetau: voz adicional en «Death Because of Death» | Producción - Greg Fidelman: productor - Joe Barresi: mixing - Greg Gordon: ingeniero en mezclas - Sar Killion: ingeniero en mezclas - Paul Fig: ingeniero en mezclas - Bo Bodnar: ingeniero asistente - Chaz Sexton: ingeniero asistente - Dan Monti: edición - Jun Murakawa: asistente - Bob Ludwig: masterización - Dave Rath: A&R - Shawn Crahan: fotografía - Alexandria Crahan-Conway: fotos de la banda - Michael Boland: diseño |